# 宗川信夫
宗川 信夫（むねかわ のぶお、1918年11月25日 - 2005年12月17日）は、日本の映画撮影監督。

## 人物
山形県出身。麻布獣医専門学校（現麻布大学）卒業後、1939年日活多摩川撮影所に撮影助手として入社。
1953年大映作品「落花の門」で撮影監督デビュー。以降、「しとやかな獣」、「白い巨塔」、「大怪獣ガメラ」等、大映の話題作ヒット作の撮影を手掛けた。1972年からフリー。
ジャーマンシェパード犬の愛好家で、撮影を担当した1957年映画「名犬物語　吠えろシェーン」、1959年フジテレビ開局記念ドラマ「少年ジェット」に出演したシェーンは自身の愛犬シェーン・D・グランプリ号。「少年ジェット」の第一部・黒い影篇5〜8話では監督と撮影を兼任した。
シェーンの直仔のうち1頭は当時の皇太子（明仁上皇）の愛犬となり、アナスタシアと名付けられた。

## 撮影監督作品

### 劇場映画
- 落花の門（1954年）
- 十代の秘密（1954年）
- こんな奥様見たことない（1954年）
- 浪曲天狗道場（1955年）
- 母笛子笛（1955年）
- 誘拐魔（1955年）
- 弾痕街（1955年）
- 豹の眼（1956年）
- 青竜の洞窟（1956年）
- 現金の寝ごと（1956年）
- スタジオは大騒ぎ（1956年）
- リンゴ村から（1956年）
- 名犬物語 吠えろシェーン（1957年）
- 愛すべき罪（1957年）
- 健太と黒帯先生（1957年）
- がんばれ！健太（1957年）
- 恋を掏った女（1958年）
- おーい中村くん（1958年）
- 恋と花火と消化弾（1958年）
- 襲われた手術室（1960年）
- 熱い砂（1960年）
- 犯行現場（1960年）
- 東京の空の下で（1960年）
- 薔薇と龍（1961年）
- 命みじかし恋せよ乙女（1961年）
- 性生活の知恵 第2部（1961年）
- やっちゃ場の女（1962年）
- 真昼の罠（1962年）
- 瘋癲老人日記（1962年）
- しとやかな獣（1962年）
- 黒の札束（1963年）
- 囁く死美人（1963年）
- 温泉巡査（1963年）
- 温泉女医（1964年）
- 芸者学校（1964年）
- 獣の戯れ（1964年）
- 続・高校三年生（1964年）
- 制服の狼（1964年）
- 幸せなら手をたたこう（1964年）
- 雲を呼ぶ講道館（1965年）
- 狸穴町0番地（1965年）
- 掏摸（すり）（1965年）
- 大怪獣ガメラ（1965年）
- ザ・ガードマン 東京忍者部隊（1966年）
- 雁（1966年）
- 貴様と俺（1966年）
- 白い巨塔（1966年）
- 出獄の盃（1966年）
- 兵隊やくざ 俺にまかせろ（1967年）
- 妻二人（1967年）
- 女賭博師（1967年）
- 勝負犬（1967年）
- あるセックス・ドクターの記録（1968年）

### テレビドラマ
- 少年ジェット（1959年、フジテレビ/大映テレビ室製作）
- 流氷の女（1968年、TBS/大映テレビ室製作）
- エプロン父さん（1968年、TBS/大映テレビ室製作）